# Valproinska kiselina
Valproinska kiselina (VPA) je lek koje se koristi kao antiepileptik i stabilizator raspoloženja, prvenstveno za lečenje epilepsije, bipolarnog poremećaja, i, i u manjoj meri, Kliničke depresije. Ona se takođe koristi za lečenje migrenskih glavobolja i šizofrenije. VPA je tečna na sobnoj temperaturi, ali može da reaguje sa bazom poput natrijum hidroksida da formira so natrijum valproat, koja je čvrsta. Kiselina, so ili njihova smeša (valproat seminatrijum) su u prodaju pod raznim imenima Depakot, Depakot ER, Depaken, Depakon, Depakin, Valparin i Stavzor.
Odobrena upotreba za razne formulacije nije ista us svim zemljama, npr. valproat seminatrijum se koristi kao stabilizator raspoloženja i antileptik u SAD-u.
VPA je inhibitor histon deacetilaze i ispituje se za moguću primenu protiv HIV-a i raznih kancera.

## Mehanizam dejstva
Smatra se da Valproat deluje na funkciju GABA neurotransmitera u ljudskom mozgu, te je alternativa litijumim solima u lečenju bipolarnog poremećaja. Mehanizam dejstva se sastoji od povišene GABA neurotransmisije (putem inhibicije GABA transaminaze, čime se povećava koncentracija GABA-e). Zadnjih godina je predloženo je i nekoliko drugih mehanizama dejstva u neuropsihijatrijskim poremećajima.
Valproinska kiselina takođe blokira naponski kontrolisane natrijumske kanale i T-tip kalcijumskih kanala. Ovi mehanizmi daju valproiskoj kiselini širok spektar antikonvulsivnog dejstva.
Valproinska kiselina je inhibitor enzima histon deacetilaza 1 (HDAC1).

## Hemija
Valproinska kiselina, 2-propilvalerijanska kiselina, se sintetiše alkilacijom cijanoacetnog estra sa dva mola propilbromida, čime se formira dipropilcijanoacetni estar. Hidroliza i dekarboksilacija karboetoksi grupe daje dipropilacetonitril, koji se hidrolizuje o valproinsku kiselinu.

## Spoljašnje veze
- Toksikogenomski podaci
- Valproinska kiselina
- Depaken

|  | Molimo Vas, obratite pažnju na važno upozorenje u vezi sa temama iz oblasti medicine (zdravlja). |